# I Didn’t Know
I Didn’t Know ist ein Popsong des türkischen Sängers Serhat. Er hat mit dem Lied San Marino beim Eurovision Song Contest 2016 vertreten.

## Inhalt
Der Titel ist eine schmachtende Tanz-Nummer, bei dem der Sänger seine überbordende Liebe zu einer Person zum Ausdruck bringt.

## Hintergrund
Das Lied wurde von Olcayto Ahmet Tuğsuz komponiert, der Text stammt von Nektarios Tyrakis. Es wurde am 9. März 2016 veröffentlicht, nachdem der san-marinesische Fernsehsender San Marino RTV den Sänger intern ausgewählt hat, die Republik beim Eurovision Song Contest zu repräsentieren. Schnell wurde das auf YouTube am selben Tag veröffentlichte Video sehr negativ aufgenommen. Auf die meisten Zuschauer wirkte es unseriös. Auch bemängelt wurde, dass es sich hierbei eher um ein vom Sprechgesang geprägtes Stück handele. Am 22. März 2016 wurde bekanntgegeben, dass er nicht mit der ursprünglich für den Wettbewerb geschriebenen Version des Liedes antreten wird, sondern mit einer überarbeiteten Version, die sich dem Disco-Stil annähert, da sie international bessere Reaktionen hervorrief.
Er sang am 10. Mai 2016 im Halbfinale des Eurovision Song Contests, verpasste aber auf dem 12. Platz das Finale. Am 2. November 2017 wurde die Disco-Version von „I Didn’t Know“ im Duett mit Martha Wash veröffentlicht, die in Zusammenarbeit mit dem schwedischen Musiker Johan Bejerholm entstand. Zur Single wurde zudem ein neues Musikvideo veröffentlicht. Der Song stieg auf dem 47. Platz der Dance Club Songs Charts der USA ein und erreichte als beste Platzierung den 25. Platz in der vierten Woche der Musikcharts. Somit wurde Serhat der erste türkische Sänger, der in diesen Musikcharts erschien.